# Krajišnik (Serbia)
Krajišnik (cyr. Крајишник) – wieś w Serbii, w Wojwodinie, w okręgu środkowobanackim, w gminie Sečanj. W 2011 roku liczyła 1719 mieszkańców.